# Relațiile dintre Ucraina și NATO

Relațiile dintre Ucraina și Organizația Tratatului Atlanticului de Nord au început în 1994, atunci când aceasta a semnat Documentul-Cadru al Parteneriatului pentru Pace. În 2008, în timpul summitului NATO de la București, Ucraina și-a exprimat dorința de a obține un plan de acțiune pentru aderarea la NATO (Membership Action Plan, MAP). Ucraina ar fi avut șansa să adere încă de la summitul respectiv, însă opoziția Federației Ruse a dus la amânarea creeri unui MAP Ucrainei.